# Dubravica (Požarevac)
Dubravica (em cirílico:Дубравица) é uma vila da Sérvia localizada no município de Požarevac, pertencente ao distrito de Braničevo, na região de Braničevo. A sua população era de 1210 habitantes segundo o censo de 2009.

## Demografia
| 1948  | 1953  | 1961  | 1971  | 1981  | 1991  | 2002  |
| ----- | ----- | ----- | ----- | ----- | ----- | ----- |
| 1 796 | 1 935 | 1 830 | 1 735 | 1 606 | 1 521 | 1 225 |